# Odile Defraye
Odile Defraye (ur. 14 lipca 1888 w Roeselare; zm. 21 sierpnia 1965 w Wavre) – belgijski kolarz szosowy. Jako pierwszy Belg wygrał Tour de France w 1912 roku. W 1913 wygrał również w klasyku Mediolan-San Remo.
W latach 1909, 1913, 1914, 1919, 1920 i 1924 startował również w Tour de France, za każdym razem rezygnując z jazdy przed ukończeniem wyścigu.